# قحطی مصنوعی همدان در دوران حکومت علی ظهیرالدوله
قحطی در همدان در دوران حکومت علی‌خان ظهیرالدوله به ایجاد قحطی مصنوعی در سال‌های حدود ۱۲۸۶ شمسی ، ۱۹۰۸ میلادی ، ۱۳۲۴ قمری در اواخر دوران قاجار توسط خوانین در دوران حکومت علی‌خان ظهیرالدوله در همدان، اشاره دارد.
این قحطی اصولاً ریشهٔ سیاسی داشت. در زمان حکومت علی‌خان ظهیرالدوله حاکم وقت همدان، خوانین همدان به سبب مخالفت با افکار فکری و سیاسی مشروطه‌خواهانهٔ او اقدام به احتکار و انبار کردن گندم و ارزاق عمومی در همدان نموده و در این شهر قحطی مصنوعی ایجاد کردند. قیمت گندم در طی این قحطی به ده ها برابر قیمت معمول رسید و سرانجام مردم بکلی از هستی ساقط گردیدند. کار مردم به شورش و بلوا کشید و قصد بهم ریختن نظم عمومی و حمله به منازل را داشتند که حاکم عادل و مدبر همدان ظهیرالدوله مانع بروز اغتشاش گشت. اقدامات و پیگیری‌های او از ابتدا تا انتها با همکاری حاج شیخ تقی ایرانی وکیل‌الرعایا که خود مشروطه‌خواه و از وکلای بنام مجلس شورای اول بود، انجام می‌گرفت. سرانجام با کیاست این دو شورش مردم آرام شد و مردم مجبور به مسالمت و احترام به قانون شدند.